# Patrick Mutombo
Patrick Mutombo (Kinshasa, 7 maart 1980) is een Congolees-Belgisch basketbalcoach en voormalig basketballer.

## Carrière
Mutombe verhuisde op jonge leeftijd naar Brussel waar zijn vader een wetenschappelijk onderzoeker was. Mutombo speelde in de jeugd van Hannut St. Louis en maakte in 1998 zijn debuut in de tweede klasse bij Spirou Gilly onder Fulvio Bastianini. Mutombo speelde collegebasketbal voor de Metro State Roadrunners van 1999 tot 2003 onder coach Mike Dunlap waarmee hij twee keer kampioen werd van de NCAA Division II. In 2003 tekende hij een profcontract voor de Italiaanse eersteklasser Pallacanestro Messina. Na een seizoen vertrok hij naar reeksgenoot Pallacanestro Roseto waar hij ook een seizoen speelde.
Zijn derde seizoen in Italië bracht hij door bij Scandone Avellino ook in de hoogste divisie. In 2006 tekende hij een contract bij Pallalcesto Udine dat hij verliet en ging spelen in Brazilië bij CETAF/Vila Velha. Hij keerde daarop terug naar Italië en tekende in maart 2008 bij de tweedeklasser Basket Club Ferrara. Hij speelde daarna nog kort bij het Griekse AS Trikala 2000 BC. In 2009 tekende hij bij het Amerikaanse Bakersfield Jam uit de NBA Development League na een seizoen werd zijn contract in het begin van het tweede seizoen ontbonden.
Hij speelde tussen 2004 en 2006 een aantal interlands voor de Belgische nationale ploeg.
In 2011 werd hij assistent-coach bij zijn oude collegebasketbalploeg. Na een seizoen kreeg hij een kans als assistent-coach bij de Denver Nuggets waar hij drie jaar aan de slag bleef onder George Karl, Brian Shaw en Melvin Hunt. In 2015 werd hij assistent bij de Austin Spurs voor een seizoen onder Kevin McDonald. In juni 2016 werd hij aangesteld als assistent-bondscoach van de Belgische nationale ploeg maar al in juli verliet hij de nationale ploeg weer voor Toronto. In 2016 ging hij aan de slag als assistent bij de Toronto Raptors onder Dwane Casey en Nick Nurse waarmee hij NBA-kampioen werd in 2019. In 2020 verliet hij de Raptors om hoofdcoach te worden van hun opleidingsploeg de Raptors 905. In 2022 ging hij terug als assistent aan de slag in de NBA ditmaal bij de Phoenix Suns onder Monty Williams.

## Erelijst

### Als speler
- NCAA Division II-kampioen: 2000, 2002
- Metro State Sports Hall of Fame: 2011[15]

### Als assistent-coach
- NBA-kampioen: 2019